# Souvenir d'un lieu cher
Souvenir d’un lieu cher (en russe : Воспоминание о дорогом месте) op. 42, de Piotr Ilitch Tchaïkovski, est une œuvre pour violon et piano composée entre mars et mai 1878.

## Structure
1. Méditation (ré mineur)
2. Scherzo (do mineur)
3. Mélodie (mi bémol majeur)

L'œuvre dure environ 17 minutes.

## Histoire
Méditation était, à l'origine, le second mouvement du Concerto pour violon, mais il fut remplacé. Alexandre Glazounov fit un arrangement de Souvenir d'un lieu cher pour orchestre en 1896.